# Église Saint-Colomban de Saint-Colomb-de-Lauzun
L'église Saint-Colomban, ou Saint-Colomb, est une église catholique située à Saint-Colomb-de-Lauzun, en France.

## Localisation
L'église Saint-Colomban est située à Saint-Colomb-de-Lauzun, dans le département français de Lot-et-Garonne, .

## Historique
Les trois nefs sont du xive siècle ainsi que le portail.
L'édifice est inscrit au titre des monuments historiques le 22 février 1927.